# Robert E. Ballard
Robert E. Ballard  (n. 1944 ) es un botánico y profesor estadounidense . Ha estado trabajando en mapeo genómico y sistemática de Ipomoea batatas L., en el Colegio de Agricultura, Forestales y Ciencias de la Vida, Universidad Clemson, S.C.

## Grados y postgrados
- B.Sc. en biología, Miami University, 1966
- M.Sc. en botánica, Universidad de Miami, 1968
- Ph.D. en botánica, en la Universidad de Iowa, 1975

- La abreviatura «R.E.Ballard» se emplea para indicar a Robert E. Ballard como autoridad en la descripción y clasificación científica de los vegetales.[2]

## Algunas publicaciones
- 1975. A Biosystematic and Chemosystematic Study of the Bidens pilosa Complex in North and Central America. Ed. Univ. of Iowa. 536 pp.